# Трудолюбовка (Магдалиновский район)
Трудолюбовка (укр. Трудолюбівка) — село,
Марьевский сельский совет,
Магдалиновский район,
Днепропетровская область,
Украина.
Код КОАТУУ — 1222384505. Население по переписи 2001 года составляло 40 человек.

## Географическое положение
Село Трудолюбовка находится на расстоянии в 1,5 км от села Оляновка.
По селу протекает пересыхающий ручей с запрудой.